# Hans Beirer
Hans Beirer (Wiener Neustadt, 23 giugno 1911 – Berlino, 24 giugno 1993) è stato un tenore austriaco.

## Biografia
Dopo gli studi al Conservatorio di Vienna, fece il suo debutto ufficiale a Linz nel 1936. Dopo alcuni anni tra Svizzera e Germania, nel 1943 venne messo sotto contratto dallo Städtische Oper di Berlino, ma poco tempo dopo aver debuttato lì nel Tiefland i capovolgimenti della seconda guerra mondiale portarono alla chiusura di tutti i teatri tedeschi. Riprese l'attività nel 1945, interpretando Turiddu nella Cavalleria rusticana. Specializzato nel repertorio wagneriano, si esibì con successo in Francia, Inghilterra, Stati Uniti e Italia. Continuò a esibirsi fino a 75 anni.